# Lux Cozi
Lux Cozi是印度的男士内衣品牌，隶属于位于印度西孟加拉邦加尔各答的Lux Industries Ltd（LIL）集团。该品牌的营业额约为100亿卢比，主要来自印度农村。Lux Innerwear品牌由LIL于1963年推出。如今在印度的50万家零售店销售。

## 与宝莱坞的联系
Lux品牌受宝莱坞演员沙鲁克·汗、桑尼·戴尔和逊尼尔·谢缇的认可。印度电视名人阿曼·维尔马和谢卡尔·苏曼&阿里·阿斯加尔，以及演员兼导演萨蒂什·考什克也都为Lux Cozi的产品代言。桑尼·戴尔和苏萨·辛格·拉其普特也曾为此代言。
瓦伦·达万曾于2017年被选为Lux Cozi品牌大使。2022年9月，Lux Cozi签约索拉夫·甘古利成为新的品牌大使。

## 与印超的联系
Lux Cozi曾赞助印度板球超级联赛。在印超第5赛季中，Lux Cozi是旁遮普国王十一世队的官方赞助商。过去Deccan Chargers的头盔上印有其品牌。对于2013年印度板球超级联赛，Lux Cozi是旁遮普国王十一世和前印度浦那勇士队的官方合作伙伴，Lux Cozi也是Dream 11 IPL 2020中加尔各答骑士队的官方赞助商之一。

## 2013年Lux Cozi印度时报电影奖
Lux Cozi曾是2013年印度时报电影奖（TOIFA）的冠名赞助商，该奖项在加拿大不列颠哥伦比亚省温哥华举行。宝莱坞粉丝对提名类别进行投票，以确定选择类别的获胜者。亦颁发技术奖。